# Enrique Martín Monreal Lizarraga
Enrique Martín Monreal (Pamplona, 9 de març de 1956) és un exfutbolista i entrenador de futbol navarrès.

## Trajectòria esportiva
Com a futbolista va militar tota la seua carrera a les files del CA Osasuna, entre 1979 i 1988. Va ser clau en l'ascens a primera divisió el 1980, després de signar 11 gols. Va ser un dels jugadors clàssics de les alineacions osasunistes en la dècada dels 80.
Després de retirar-se es va incorporar a l'equip tècnic del club, fent-se càrrec del filial. A la temporada 93/94 debuta a Primera Divisió, al substituir Zabalza. Tot i això, no aconsegueix salvar el conjunt del descens. Serà l'única campanya d'Enrique Martín a la màxima categoria.
De nou al filial, torna a prendre les regnes de l'Osasuna al final de la temporada 96/97, ara en Segona Divisió. Es consolida aquest cop en la banqueta del primer equip, on roman dues campanyes.
A partir d'ací, la seua carrera es desenvolupa en diversos conjunts de la categoria d'argent, com del CD Leganés, el Burgos CF, el Terrassa FC, el Xerez CD i el CD Numancia.
El 2006 retorna a entrenar el filial de l'Osasuna, en dues etapes, 06/08 i 11/12.

## Internacional
Com a jugador, Enrique Martín va ser internacional amb la selecció espanyola en dues ocasions, de cara als classificatoris per a l'Eurocopa de 1984.